# Sender Lübeck
Der Sender Lübeck ist ein 158 Meter hoher, für die Öffentlichkeit nicht zugänglicher Fernmeldeturm. Er befindet sich in der Gemeinde Stockelsdorf nördlich von Lübeck. Baulich handelt es sich um einen Typenturm des Typs FMT 13. Neben dem Richtfunk wird der Turm auch zur Ausstrahlung von analogem und digitalem UKW-Rundfunk sowie digitalem Fernsehen im DVB-T-Standard verwendet.
Als Antennenträger kommt ein Betonträgeraufsatz mit einem Stahlrohrträger zum Einsatz. Die Schaftlänge des Turmes beträgt 128 Meter. In 103 m Höhe befindet sich das Betriebsgeschoss. Auf 99 m und 107 m Höhe besitzt der Turm Plattformen für Mobilfunk und Richtfunkantennen. Am aufgesetzten Stahlrohrmast befinden sich Antennen für UKW, DAB+ (VHF) und DVB-T2 (UHF).

## Frequenzen und Programme

### Analoger Hörfunk (UKW)
In UKW werden folgende Programme ausgestrahlt:
| Frequenz (MHz) | Programm             | RDS PS        | RDS PI | Regionalisierung | ERP (kW) | Antennendiagramm rund (ND)/gerichtet (D) | Polarisation horizontal (H)/vertikal (V) |
| -------------- | -------------------- | ------------- | ------ | ---------------- | -------- | ---------------------------------------- | ---------------------------------------- |
| 88,5           | Radio Lübeck 88.5    | RADIO LUEBECK | –      | –                | –        | D (0–90°,140–180°, 280–300°)             | H                                        |
| 98,8           | Offener Kanal Lübeck | Lueb_FM_      | –      | –                | 0,5      | D (40–120°, 170–350°)                    | H                                        |

### Digitales Radio (DAB / DAB+)
Am 2. November 2015 wurde auf diesem Sender das erste nationale DAB+ Programmpaket aufgeschaltet. Am 31. März 2016 folgte dann das DAB+ Programmpaket des Norddeutschen Rundfunks und am 28. Januar 2020 das private Angebot des Regionalmuxes im Rahmen eines Modellversuchs. Der von Antenne Deutschland betriebene zweite bundesweite Multiplex ging am 5. Oktober 2020 auf Sendung. Digitaler Hörfunk wird vom Sender Stockelsdorf in vertikaler Polarisation zumeist im Gleichwellennetz (Single Frequency Network) mit anderen Sendern abgestrahlt. In DAB / DAB+ werden folgende Programme ausgestrahlt:
| Block                        | Programme (Datendienste) | ERP (kW) | Antennen- diagramm rund (ND)/ gerichtet (D) | Gleichwellennetz (SFN) |
| ---------------------------- | --- | -------- | ------------------------------------------- | --- |
| 5C DR Deutschland (D__00188) | DAB+ Block der Media Broadcast: - Absolut relax (72 kbps) - Dlf (104 kbps) - Dlf Kultur (112 kbps) - Dlf Nova (104 kbps) - DRadio DokDeb (48 kbps) - Energy Digital (72 kbps) - ERF Plus (64 kbps) - Klassik Radio (72 kbps) - Radio Bob (72 kbps) - Radio Horeb (48 kbps) - Radio Schlagerparadies (64 kbps) - Schwarzwaldradio (64 kbps) - sunshine live (72 kbps) - DRadio Daten (32 kbps Daten) - EPG Deutschland (16 kbps Daten) - TPEG (16 kbps Daten) - TPEG_MM (16 kbps Daten) | 2        | D                                           | - Baden-Württemberg: Aalen, Baden-Baden (Fremersberg), Bad Mergentheim, Blauen, Brandenkopf, Donaueschingen, Feldberg im Schwarzwald, Freiburg (Vogtsburg-Totenkopf), Geislingen (Oberböhringen), Großerlach (Hohe Brach), Heidelberg (Königstuhl), Heilbronn (Schweinsberg), Hochrhein (Rickenbach), Hornisgrinde, Pforzheim (Schömberg-Langenbrand), Raichberg, Ravensburg (Höchsten), Reutlingen, Stuttgart (Frauenkopf), Ulm (Kuhberg) - Bayern: Amberg (Hirschau), Aschaffenburg (Pfaffenberg), Augsburg (Hotelturm), Bad Tölz (Gaißach), Balderschwang, Bamberg (Geisberg), Büttelberg, Brotjacklriegel, Dillberg, Grünten, Herzogstand, Hochberg (Traunstein), Hoher Bogen, Inntal (Ebbs), Ingolstadt (Gelbelsee), Kreuzberg/Rhön, Landshut (Altdorf), München (Olympiaturm), Nennslingen (Büchelberg), Nürnberg, Oberammergau, Ochsenkopf, Passau, Pfänder, Pfaffenhofen, Pfarrkirchen, Pfronten, Regensburg (Hohe Linie), Unterringingen, Untersberg, Wendelstein (Bayrischzell), Würzburg (Frankenwarte) - Berlin: Berlin (Alexanderplatz), Berlin (Scholzplatz) - Brandenburg: Bad Belzig, Booßen, Brandenburg/Havel, Calau, Casekow, Cottbus, Eberswalde (geplant), Eisenhüttenstadt, Neuruppin (geplant), Petkus, Pritzwalk, Templin - Bremen: Bremen (Walle), Bremerhaven-Schiffdorf - Hamburg: Hamburg (Moorfleet), Hamburg (Heinrich-Hertz-Turm) - Hessen: Bad Hersfeld (Rimberg), Biedenkopf (Sackpfeife), Fulda (Hummelskopf), Frankfurt (Europaturm), Gelnhausen (Schnepfenkopf), Gießen (Dünsberg), Großer Feldberg, Hardberg, Hohe Wurzel, Hoher Meißner, Kassel (Habichtswald), Mainz-Kastel - Mecklenburg-Vorpommern: Garz (Rügen), Güstrow, Malchin, Neubrandenburg-Süd, Neustrelitz (geplant), Rostock (Toitenwinkel), Röbel, Schwerin (Zippendorf-Gr.Dreesch), Torgelow, Wismar/Rüggow, Züssow - Niedersachsen: Aurich-Popens, Braunschweig (Broitzem), Braunschweig (Drachenberg), Cuxhaven-Stadt, Dannenberg, Göttingen (Bovenden-Osterberg), Hannover (Telemax), Lingen, Lüneburg-Neu Wendhausen, Molbergen-Peheim, Osnabrück (Bramsche-Schleptruper Egge), Hildesheim (Sibbesse), Steinkimmen, Uelzen, Visselhövede, Wilhelmshaven - Nordrhein-Westfalen: Aachen (Karlshöhe), Bergneustadt-Wiedenest (R), Bielefeld (Hünenburg), Bonn (Venusberg), Dortmund (Florianturm), Düsseldorf (Rheinturm), Eggegebirge, Herscheid, Hochsauerland (Hunau), Hürtgenwald-Großhau, Köln (Colonius), Langenberg, Lügde-Rischenau (Köterberg), Meschede (geplant), Minden (Jakobsberg), Münster (Fernmeldeturm), Schöppingen, Siegen-Süd, Wesel - Rheinland-Pfalz: Bad Kreuznach (Schanzenkopf), Bad Marienberg (Westerwald), Bornberg, Daun (Eifel), Edenkoben (Kalmit), Heckenbach-Schöneberg (Ahrweiler), Haardtkopf (geplant), Idar-Oberstein, Kaiserslautern, Kettrichhof, Koblenz (Kühkopf), Schnee-Eifel (geplant), Trier (Petrisberg) - Saarland: Merzig-Merchingen, Saarbrücken (Schoksberg) - Sachsen: Chemnitz, Dresden, Geyer, Leipzig, Löbau, Neustadt, Niederschöna (geplant), Oschatz, Schöneck, Zwickau Ost - Sachsen-Anhalt: Brocken, Burg, Dequede, Petersberg, Pettstädt (Weißenfels), Schneidlingen, Wittenberg - Schleswig-Holstein: Bungsberg, Bredstedt, Flensburg, Garding, Heide, Helgoland, Hennstedt, Itzehoe, Kiel (Kronshagen), Lübeck (Stockelsdorf), Schleswig, Niebüll (Süderlügum), Westerland (Sylt) - Thüringen: Bleßberg (Sonneberg), Erfurt-Hochheim, Gera, Inselsberg, Jena (Oßmaritz), Kulpenberg, Lobenstein (Sieglitzberg), Saalfeld (Remda), Weimar (Ettersberg) |
| 5D Antenne DE (D__00364)     | DAB-Block von Antenne Deutschland: - 80s80s (72 kbps) - 90s90s (72 kbps) - Absolut Bella (72 kbps) - Absolut Germany (72 kbps) - Absolut Hot (72 kbps) - Absolut Oldie (72 kbps) - Absolut Top 2000er (72 kbps) - AIDAradio (72 kbps) - Ballermann Radio (72 kbps) - Beats Radio (72 kbps) - Brillux Radio (72 kbps) - Nostalgie (72 kbps) - Oldie Antenne (72 kbps) - RTL Radio (72 kbps) - Rock Antenne (72 kbps) - Toggo Radio (72 kbps)                                            | 2        | D                                           | - Bayern: Amberg (Hirschau), Bamberg (Geisberg), Ingolstadt (Gelbelsee), Kreuzberg/Rhön, Nürnberg, Ochsenkopf, Pfaffenhofen, Regensburg (Hohe Linie), Würzburg (Frankenwarte) - Berlin: Berlin (Alexanderplatz), Berlin (Scholzplatz) - Brandenburg: Casekow, Cottbus, Pritzwalk - Bremen: Bremen (Walle) - Hamburg: Hamburg (Heinrich-Hertz-Turm) - Mecklenburg-Vorpommern: Rostock (Toitenwinkel), Schwerin (Zippendorf-Gr.Dreesch), Züssow - Niedersachsen: Braunschweig (Broitzem), Cuxhaven-Stadt, Göttingen (Bovenden-Osterberg), Hannover (Telemax), Hildesheim (Sibbesse/Griesberg), Lüneburg-Neu Wendhausen, Molbergen-Peheim, Osnabrück (Bramsche-Schleptruper Egge), Visselhövede - Nordrhein-Westfalen: Bielefeld (Hünenburg), Minden (Jakobsberg) - Sachsen: Dresden, Geyer, Leipzig, Löbau/Schafberg, Oschatz, Schöneck - Sachsen-Anhalt: Brocken, Burg, Petersberg, Wittenberg - Schleswig-Holstein: Flensburg, Heide, Kiel (Kronshagen), Lübeck (Stockelsdorf) - Thüringen: Erfurt-Hochheim, Gera, Inselsberg, Jena (Oßmaritz), Kulpenberg, Lobenstein (Sieglitzberg), Weimar (Ettersberg) |
| 9A NDR SH HL (D__00331)      | DAB+ Block des Norddeutschen Rundfunks: - NDR 1 SH HL (Lübeck) (104 kbps) - NDR 2 SH (104 kbps) - NDR Kultur (104 kbps) - NDR Info SH (104 kbps) - N-Joy (104 kbps) - NDR Blue (104 kbps) - NDR Schlager (104 kbps) - NDR Info Spezial (104 kbps) - NDR BWS - NDR TPEG | 2        | D                                           | Bungsberg, Lübeck-Stockelsdorf, Mölln-Fuhlenhagen |
| 9D Lübeck K9D (D__00419)     | - R.SH (SH-Ost) (72 kbps) - delta radio (SH-Ost) (72 kbps) - Nordseewelle (72 kbps) - Ostseewelle (HL) (72 kbps) - Radio Bob (SH) (72 kbps) - Radio 21 (HL) (72 kbps) - Radio Hamburg (72 kbps) - Rock Antenne (HH) (72 kbps) - Oldie Antenne (72 kbps) - Radio Wellenrausch (72 kbps) - Femotion Radio (72 kbps) - Lübeck FM (72 kbps) | 2        | D                                           | Bungsberg, Lübeck-Stockelsdorf, Mölln-Fuhlenhagen |

### Digitales Fernsehen (DVB-T2)
Die DVB-T2-Ausstrahlungen im Gleichwellenbetrieb (Single Frequency Network) mit anderen Standorten.
| Kanal | Frequenz (MHz) | Multiplex                                   | Programme im Multiplex | ERP (kW) | Sendediagramm rund (ND)/ gerichtet (D) | Polarisation horizontal (H)/ vertikal (V) | Modulations- verfahren | FEC | Guard- intervall | Bitrate (MBit/s) | SFN |
| ----- | -------------- | ------------------------------------------- | --- | -------- | -------------------------------------- | ----------------------------------------- | ---------------------- | --- | ---------------- | ---------------- | --- |
| 23    | 490            | ARD Digital                                 | - Das Erste HD - phoenix HD - arte HD - tagesschau24 HD - one HD | 50       | D                                      | V                                         | 64-QAM (16-k-Modus)    | 1/2 | 19/128           | 18,2             | Lübeck-Stockelsdorf, Hamburg-Moorfleet, Wedel (Wittsmoor), Heinrich-Hertz-Turm, Hamburg-Rahlstedt (Höltigbaum), Lübeck-Berkenthin |
| 27    | 522            | freenet TV                                  | - RTL HD (Hamburg/Schleswig-Holstein) - RTL II HD - Super RTL HD - VOX HD - n-tv HD - RTL Nitro HD - Tele 5 HD | 20       | D                                      | V                                         | 64-QAM (32-k-Modus)    | 2/3 | 1/16             | 27,6             | Lübeck-Stockelsdorf, Heinrich-Hertz-Turm, Hamburg-Rahlstedt (Höltigbaum), Lübeck-Berkenthin                                       |
| 28    | 530            | freenet TV                                  | - ProSieben HD - Sat.1 HD (Hamburg/Schleswig-Holstein) - kabel eins HD - ProSieben Maxx HD - Sat.1 Gold HD - sixx HD - sport1 HD                                                                                                | 20       | D                                      | V                                         | 64-QAM (32-k-Modus)    | 2/3 | 1/16             | 27,6             | Lübeck-Stockelsdorf, Heinrich-Hertz-Turm, Hamburg-Rahlstedt (Höltigbaum), Lübeck-Berkenthin                                       |
| 33    | 570            | Gemischter Multiplex von ZDF und freenet TV | - ZDF HD - 3sat HD - KiKa HD - ZDFneo HD - ZDFinfo HD - freenet TV connect (HbbTV-Dienst mit mehreren Streams) | 20       | D                                      | V                                         | 64-QAM (16-k-Modus)    | 3/5 | 19/128           | 22               | Lübeck-Stockelsdorf, Heinrich-Hertz-Turm, Hamburg-Rahlstedt (Höltigbaum), Lübeck-Berkenthin                                       |
| 41    | 634            | ARD regional (NDR)                          | - NDR Fernsehen HD (Schleswig-Holstein) - WDR Fernsehen (Köln) HD / NDR HD (Niedersachsen) (zeitw.) - SWR Fernsehen BW HD / NDR HD (MV)(zeitw.) - MDR Fernsehen (Sachsen-Anhalt) HD - BR Fernsehen Süd HD / NDR HD (HH)(zeitw.) | 50       | D                                      | V                                         | 64-QAM (16-k-Modus)    | 1/2 | 19/128           | 18,2             | Lübeck-Stockelsdorf, Hamburg-Moorfleet, Wedel (Wittsmoor), Heinrich-Hertz-Turm, Hamburg-Rahlstedt (Höltigbaum), Lübeck-Berkenthin |
| 45    | 666            | freenet TV                                  | - N24 HD - DMAX HD - Eurosport1 HD - Disney Channel HD - nickelodeon HD / nicknight HD - test (freenet TV) - QVC HD - HSE24 HD - bibel.TV HD - freenet TV Info                                                                  | 20       | D                                      | V                                         | 64-QAM (32-k-Modus)    | 2/3 | 1/16             | 27,6             | Lübeck-Stockelsdorf, Heinrich-Hertz-Turm, Hamburg-Rahlstedt (Höltigbaum), Lübeck-Berkenthin                                       |

bis zum 25. April 2017 ist folgender DVB-T-Nachlauf zu empfangen:
| Kanal | Frequenz (MHz) | Multiplex       | Programme im Multiplex                                                           | ERP (kW) | Sendediagramm rund (ND)/ gerichtet (D) | Polarisation horizontal (H)/ vertikal (V) | Modulations- verfahren | FEC | Guard- intervall | Bitrate (MBit/s) | SFN                                                                                         |
| ----- | -------------- | --------------- | -------------------------------------------------------------------------------- | -------- | -------------------------------------- | ----------------------------------------- | ---------------------- | --- | ---------------- | ---------------- | ------------------------------------------------------------------------------------------- |
| 59    | 778            | NDR (DVB-T alt) | - Das Erste - NDR Fernsehen (Schleswig-Holstein) - NDR Fernsehen (Hamburg) - ZDF | 20       | ND                                     | H                                         | 16-QAM (8-k-Modus)     | 2/3 | 1/4              | 13,27            | Lübeck-Stockelsdorf, Heinrich-Hertz-Turm, Hamburg-Rahlstedt (Höltigbaum), Lübeck-Berkenthin |

### Digitales Fernsehen (DVB-T)
Bis zum Wechsel auf DVB-T2 am 29. März 2017 liefen die DVB-T-Ausstrahlungen im Gleichwellenbetrieb (Single Frequency Network) mit anderen Standorten.
ehemaliges Angebot:
| Kanal | Frequenz (MHz) | Multiplex                                       | Programme im Multiplex | ERP (kW) | Antennen- diagramm rundum (ND)/ gerichtet (D) | Polarisation horizontal (H) / vertikal (V) | Modulations- verfahren | FEC | Guard- intervall | Bitrate (MBit/s) | SFN mit                                                                                                  |
| ----- | -------------- | ----------------------------------------------- | --- | -------- | --------------------------------------------- | ------------------------------------------ | ---------------------- | --- | ---------------- | ---------------- | --- |
| 23    | 490            | ZDFmobil                                        | - ZDF - 3sat - ZDFinfo - KiKA (6–21 Uhr) / ZDFneo (21–6 Uhr) | 20       | ND                                            | V                                          | 16-QAM (8-k-Modus)     | 2/3 | 1/4              | 13,27            | Lübeck-Stockelsdorf, Heinrich-Hertz-Turm, Hamburg-Rahlstedt (Höltigbaum), Lübeck-Berkenthin, Rosengarten |
| 28    | 530            | ARD regional (NDR Schleswig-Holstein)           | - NDR Fernsehen (Schleswig-Holstein) - WDR Fernsehen (Köln) / NDR (Niedersachsen) (zeitw.) - MDR Fernsehen (Sachsen-Anhalt) / NDR (MV) (zeitw.) - Bayerisches Fernsehen (Schwaben/Altbayern) / NDR (HH) (zeitw.) | 20       | ND                                            | V                                          | 16-QAM (8-k-Modus)     | 2/3 | 1/4              | 13,27            | Lübeck-Stockelsdorf, Hamburg-Moorfleet, Wedel (Wittsmoor), Neumünster, Mölln, Lübeck-Berkenthin          |
| 30    | 546            | ProSiebenSat.1 Media Hamburg/Schleswig-Holstein | - ProSieben - Sat.1 (Hamburg/Schleswig-Holstein) - kabel eins - N24 | 20       | ND                                            | V                                          | 16-QAM (8-k-Modus)     | 2/3 | 1/4              | 13,27            | Lübeck-Stockelsdorf, Heinrich-Hertz-Turm, Hamburg-Rahlstedt (Höltigbaum), Lübeck-Berkenthin              |
| 33    | 570            | ARD Digital (NDR)                               | - Das Erste - Phoenix - ARTE - tagesschau24 | 20       | ND                                            | V                                          | 16-QAM (8-k-Modus)     | 2/3 | 1/4              | 13,27            | Lübeck-Stockelsdorf, Heinrich-Hertz-Turm, Hamburg-Rahlstedt (Höltigbaum), Lübeck-Berkenthin, Rosengarten |
| 40    | 626            | RTL Group Hamburg/Schleswig-Holstein            | - RTL Television (Hamburg/Schleswig-Holstein) - RTL II - Super RTL - VOX | 20       | ND                                            | V                                          | 16-QAM (8-k-Modus)     | 2/3 | 1/4              | 13,27            | Lübeck-Stockelsdorf, Heinrich-Hertz-Turm, Hamburg-Rahlstedt (Höltigbaum), Lübeck-Berkenthin              |
| 59    | 778            | Gemischt Schleswig-Holstein                     | - sixx - Tele 5 - Disney Channel (Deutschland) - ProSieben Maxx - multithek (HbbTV-Dienst mit mehreren Streams)                                                                                                  | 20       | ND                                            | V                                          | 16-QAM (8-k-Modus)     | 2/3 | 1/4              | 13,27            | Lübeck-Stockelsdorf, Lübeck-Berkenthin                                                                   |